# Публий Корнелий Цетег (сенатор)
Пу́блий Корне́лий Це́тег (лат. Publius Cornelius Cethegus; родился около 131/127 года до н. э. — умер до 66 года до н. э.) — римский политический деятель из патрицианского рода Корнелиев, предположительно претор в 80-е годы до н. э. Был сторонником Гая Мария, позже перешёл на сторону Луция Корнелия Суллы. Обладал огромным политическим влиянием в 70-е годы до н. э.

## Происхождение
Публий Корнелий принадлежал к одному из самых знатных и разветвлённых родов Рима, имевшему этрусское происхождение. Первыми носителями когномена Цетег (Cethegus или Cetegus) были консулы 204 и 197 годов до н. э. В целом генеалогия Цетегов известна очень плохо: в источниках нет информации о том, в каком конкретно родстве состоял Публий со своими сородичами.

## Биография
Марк Туллий Цицерон называет Публия ровесником Гая Юлия Цезаря Страбона Вописка. Соответственно канадский антиковед Г. Самнер относит рождение Цетега приблизительно к 131/127 году до н. э. Около 104 года до н. э. один из носителей когномена Цетег был монетным триумвиром; возможно, это был именно Публий. Но первые надёжные упоминания о последнем относятся к 88 году до н. э., когда политическая борьба в Риме впервые переросла в гражданскую войну. Консул Луций Корнелий Сулла двинул армию на Рим и добился от сената провозглашения «врагами» (hostes) Гая Мария и ряда его сторонников, в числе которых был и Публий Корнелий. Это означало объявление вне закона. Цетег спасся и нашёл вместе с Марием убежище в Нумидии, у царя Гиемпсала II, но позже был вынужден бежать и оттуда: появилось подозрение, что царь хочет выдать беглецов.
В 87 году до н. э. Публий Корнелий вернулся в Рим, где на время восторжествовала марианская «партия». Предположительно в последующие годы (в 86, 85 или 84 году до н. э.) он занимал должность претора. В 83 году, когда Луций Корнелий Сулла высадился в Италии и начал новую гражданскую войну, Цетег перешёл на его сторону и благодаря этому сохранил жизнь и высокое положение. Известно, что в 82 году до н. э. Публий гарантировал безопасность защитникам города Пренесте в случае капитуляции (эти гарантии не были соблюдены).
В 70-е годы до н. э. благодаря своему красноречию и тайным интригам Публий Корнелий имел огромный политический вес — больший, чем у многих консуляров (бывших консулов). Плутарх пишет даже, что Цетег обладал «наибольшим влиянием в государстве, ибо словом и делом угождал толпе». Известно, что благодаря помощи Публия Марк Антоний (впоследствии Критский) получил чрезвычайные полномочия для войны с пиратами (73 год до н. э.). Луций Лициний Лукулл, стремясь стать командующим в Третьей Митридатовой войне в 74 году до н. э., тоже заручился поддержкой Цетега, причём действовал через любовницу последнего Прецию.
В судебной речи в защиту Авла Клуенция Габита, произнесённой в 66 году до н. э., Марк Туллий Цицерон заявил, что Цетег строил козни против судьи Стайена. Предположительно к тому моменту Публий Корнелий уже был мёртв.

## Характеристика личности и деятельности
Плутарх в биографии Лукулла упоминает «постыдные любовные похождения» Цетега, «его наглость и распущенность». Цицерон называет имя Публия в своём перечне римских ораторов в трактате «Брут». По его словам, красноречия Цетега «как раз хватало для выступлений по государственным делам, которые он полностью постиг и понимал до тонкостей, так что в сенате его уважали не меньше, чем мужей консульского звания; но в уголовных делах он был ничто, а в частных — не более, как ловкий стряпчий».